# Esternay
Esternay är en kommun i departementet Marne i regionen Grand Est (tidigare regionen Champagne-Ardenne) i nordöstra Frankrike. Kommunen ligger i kantonen Esternay som tillhör arrondissementet Épernay. År 2022 hade Esternay 1 776 invånare.

## Befolkningsutveckling
Antalet invånare i kommunen Esternay
| Referens: INSEE |